# キイトトンボ
キイトトンボ（Ceriagrion melanurum）は、蜻蛉目（トンボ目）・イトトンボ科の昆虫である。和名の由来は、体色より。

## 形態

### 成虫
オスは全長31 - 44mm、腹長23 - 34mm、後翅長15 - 24mm、メスは全長33 - 48mm、腹長25 - 38mm、後翅長16 - 26mmであり、イトトンボとしては中型である。
胸部は未成熟で淡褐色、成熟すると明るい黄緑色である。腹部はオスではあざやかな黄色、メスでは個体によって緑味のある黄褐色あるいは緑色となるが、成熟との関係は調査が待たれる。翅は無色透明、複眼は黄緑色、脚は黄色。

### 幼虫
体長11 - 15mm。

## 生態

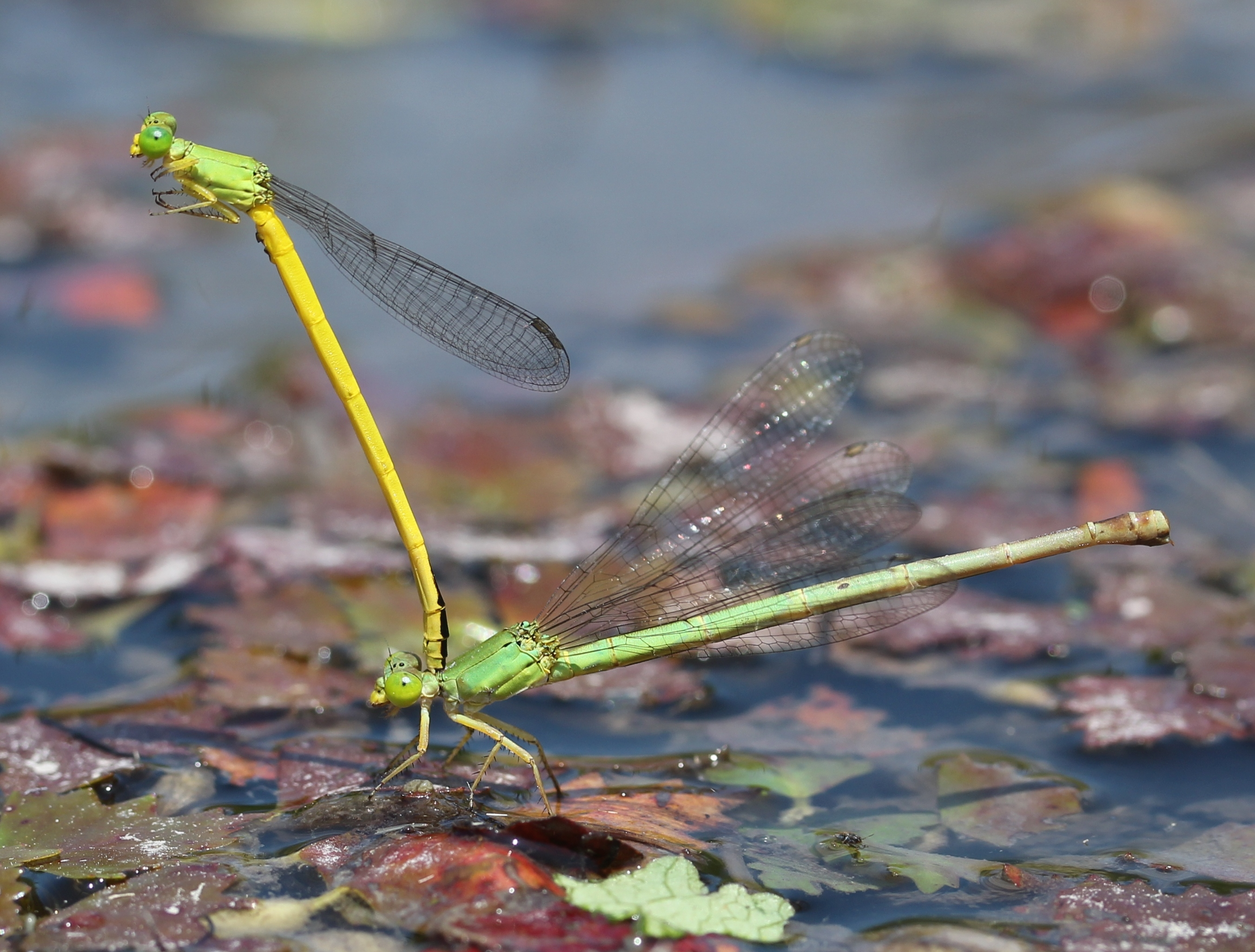
連結中のキイトトンボ、中池見湿地（福井県敦賀市）にて

平地や低山地の池沼や湿地、湿原に生息する。成虫はハエから小型のトンボ（同種を含む）まで捕食する。

## 分布
日本（本州から九州など）・中国・朝鮮半島